# 나리우촌
나리우촌(成生村)은 야마가타현 히가시무라야마군에 설치되었던 촌이다. 현재의 덴도시에 해당한다.